# 文元模
文 元模（ぶん げんも）は中華民国の物理学者・政治家。南京国民政府（汪兆銘政権）に参加した。字は範邨、範臣。

## 事績
日本に留学して、東京帝国大学で学ぶ。理学士の称号を取得するとドイツに渡り、ベルリン大学で学業を継続した。
帰国後は、国立北京医科大学数学講師、東方文化事業委員会委員、国立中央大学理学院物理系副教授、国立北平師範大学物理学系主任兼教授、国立北京大学物理学系教授などを歴任する。日中戦争（抗日戦争）勃発後も華北にとどまり、中華民国臨時政府 (北京)教育総長の湯爾和の招聘を受けて北京大学理学院院長兼物理学系主任教授に就任。その後、中央気象台台長、東亜文化協議会理工学部部長、中華教育総会委員をつとめた。
1943年（民国32年）2月、文元模は華北政務委員会教育総署署長に任ぜられる。5月、いったん辞任したが、1945年（民国34年）2月、同委員会の常務委員兼教育総署督弁に昇格した。同年3月、汪兆銘政権の新国民運動促進委員会委員に任ぜられている。
日本敗北、汪兆銘政権崩壊後の12月5日、文元模は漢奸として蔣介石の国民政府に北平で逮捕された。判決を受ける前に脳溢血（脳血管破裂症）で重体となり、保証人2名が保証金600万元を拠出したことによって保釈と療養を受けた。しかし、保釈後まもない1946年（民国35年）10月8日に死去。享年57。

## 注
1. ↑  余子道ほか『汪偽政権全史 下巻』1614頁。
2. ↑  「王蔭泰に死刑宣告」『朝日新聞』（東京）1946年10月10日、2面。この記事の末尾に文元模死去につき記載されている。
3. ↑  益井、117頁。